# Shorea parvifolia
Shorea parvifolia är en tvåhjärtbladig växtart. Shorea parvifolia ingår i släktet Shorea och familjen Dipterocarpaceae.

## Underarter
Arten delas in i följande underarter:
- S. p. parvifolia
- S. p. velutinata